# 东山学堂
《东山学堂》，2013年中国大陆电视剧，讲述毛泽东1909年在湖南省湘乡市东山学堂的读书生涯。2013年12月24日在中国中央电视台电视剧频道上午檔播出。

## 剧情
该剧讲述中国共产党领导人毛泽东少年时期在湘乡市东山学堂的求学生涯。

## 演出
| 演员   | 角色   | 备注       |
| 王子刚 | 毛泽东 | 少年毛泽东 |
| 宋佳玲 | 翠秀   |            |
| 张洪睿 |        |            |
| 徐永革 |        |            |
| 陈晓   |        |            |

## 史实差异
毛泽东在东山学堂求学期间并不讲普通话，而是湘语湘潭话。